# Мэнспрединг

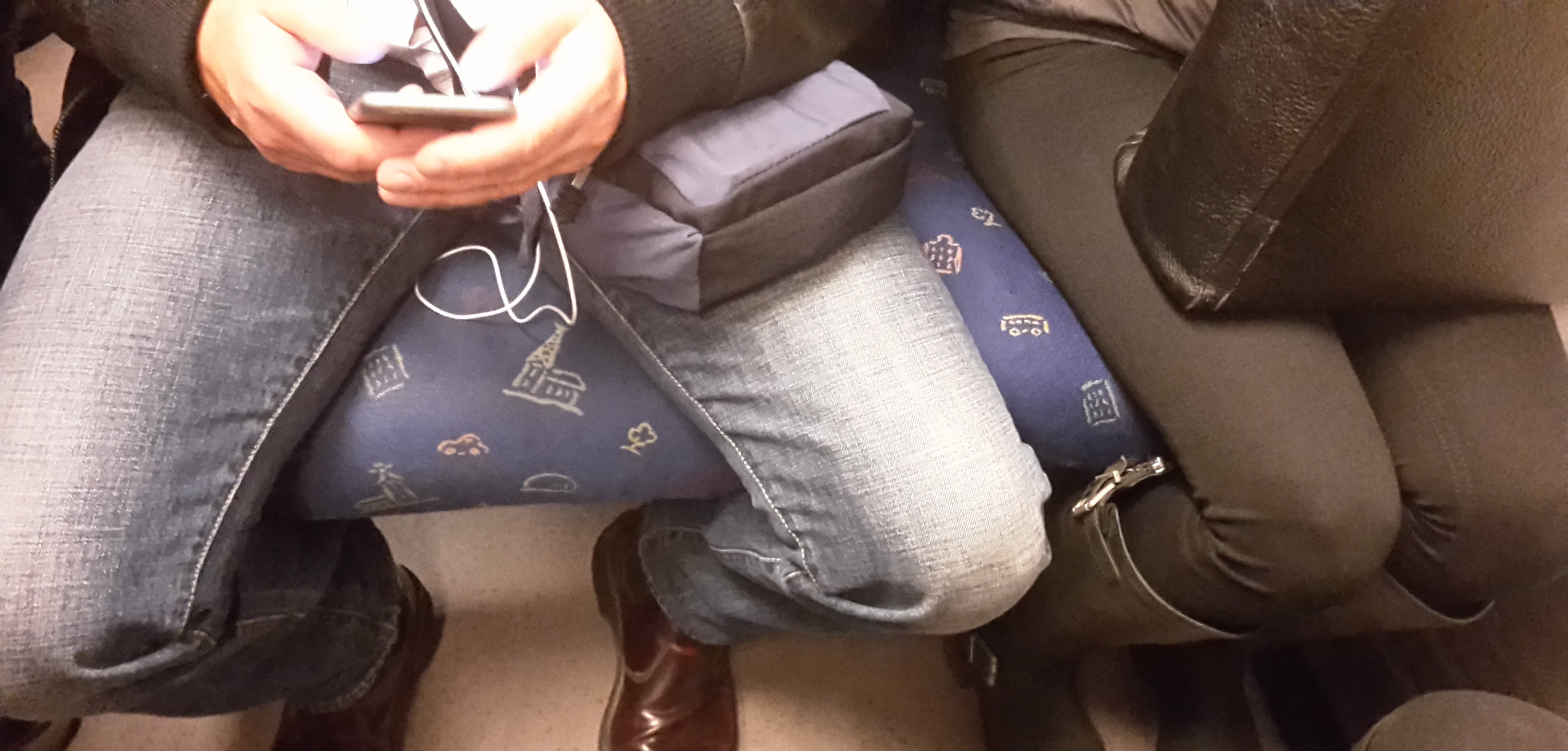
Мэнспрединг в Стокгольмском метро

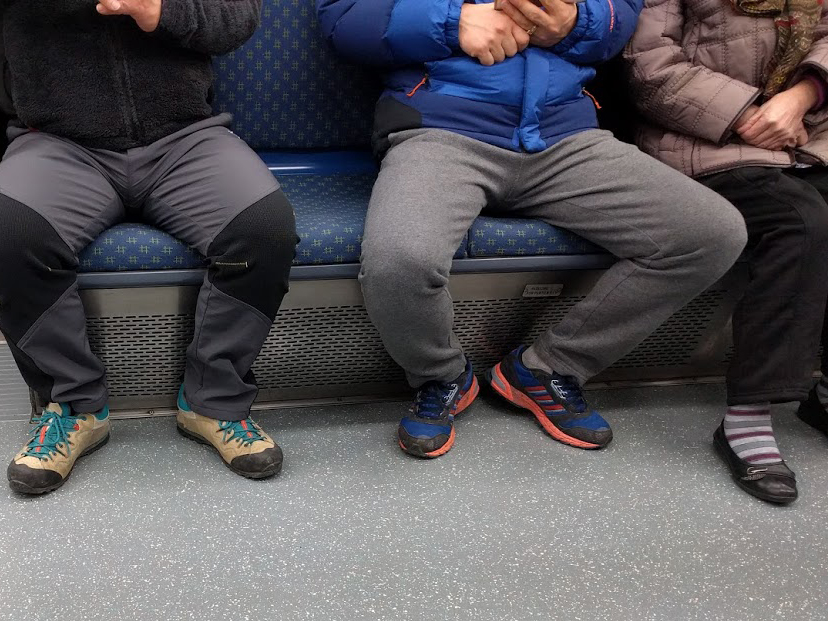
Мэнспрединг в метро Пусана, Южная Корея

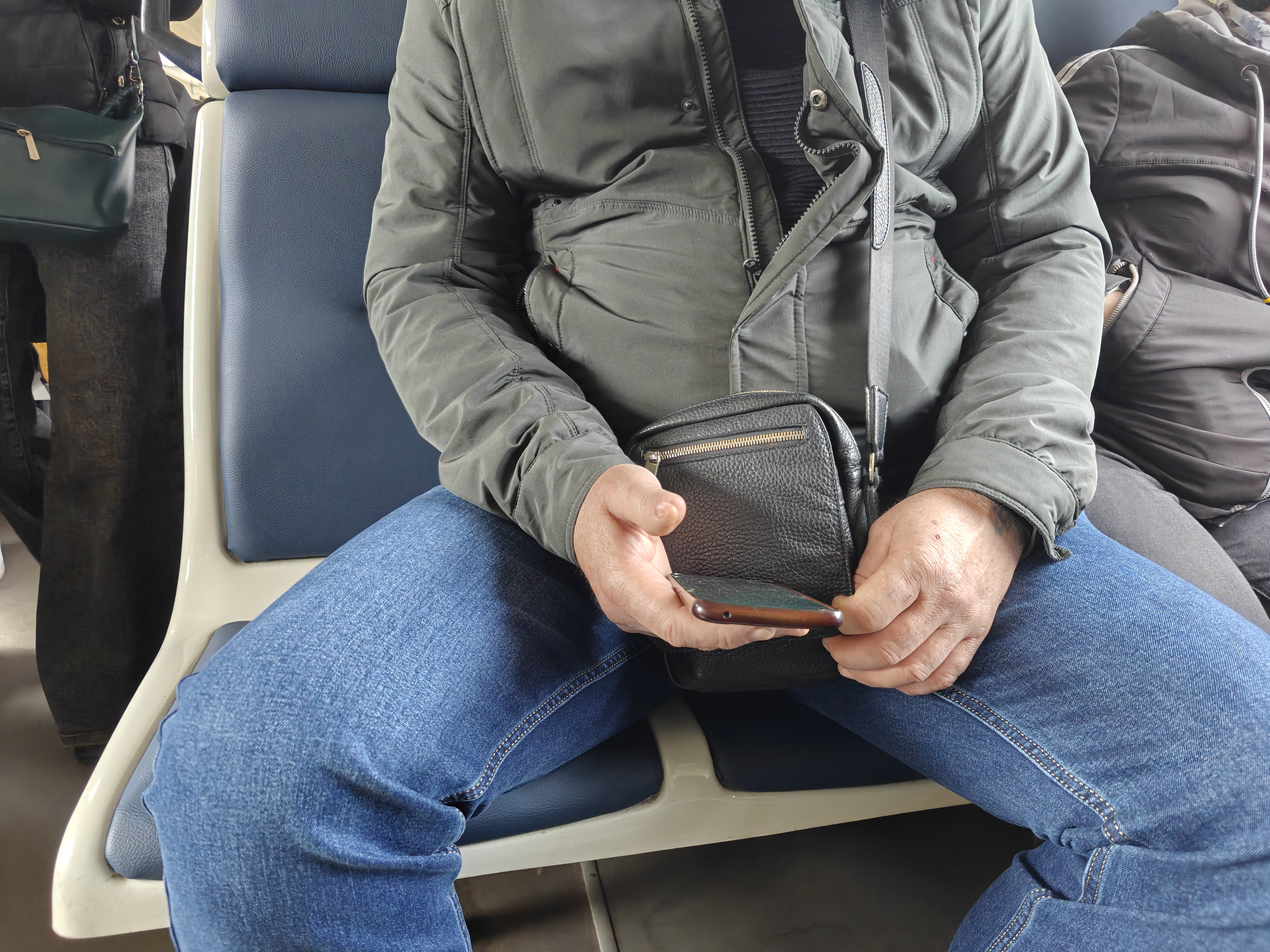
Мэнспрединг в Санкт-Петербурге

Мэнспрединг (англ. manspreading) — привычка мужчин сидеть в общественном транспорте, широко раздвинув ноги, тем самым занимая больше одного места.

## История

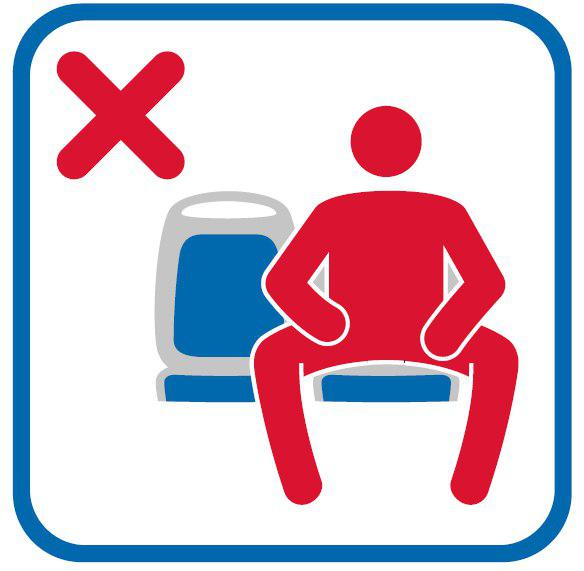
Табличка в муниципальном транспорте Мадрида

Явление долгое время было предметом шуток в интернете, а также критики и дебатов в США, Великобритании, Турции и Канаде. Англоязычный неологизм manspreading был запущен феминистками в социальной сети Tumblr в 2013 году, когда стартовала кампания, направленная против подобного «транспортного мачизма». Слово «manspreading» быстро приобрело популярность в США и даже стало кандидатом в «Слово года» от Американского диалектологического общества.
Нью-Йоркская транспортная компания Metropolitan Transportation Authority (MTA) и Sound Transit в Сиэтле поддержали акцию, выпустив постеры с указаниями сохранять уважительную к другим пассажирам позу в автобусах и поездах. Транспортные чиновники в таких городах, как Филадельфия, Чикаго и Вашингтон, однако, отрицают, что проблема так серьёзна. МТА проводит кампанию под лозунгом «Чувак, перестань растопыриваться, пожалуйста!» (Dude, stop the spread please!). Активисты, полагающие, что масштабы manspreading’а становятся всё более угрожающими, прибегают к борьбе с ним собственными методами: например, фотографируют такое поведение пассажиров и размещают снимки в Интернете с соответствующими унизительными комментариями, однако сами становятся предметом высмеивания. При мэре Мануэле Кармене борьбу с мэнспредингом вели и городские власти Мадрида.

## Критика
В то время как активисты критикуют практику мэнспрединга за грубость и невнимательность к другим пассажирам, которым приходится стоять, они сами подвергаются критике за то, что фокусируют внимание исключительно на мужчинах, в то время как женщины порой тоже занимают в транспорте более одного места. Подобное поведение женщин получило название «she-bagging». Практика размещения фотографий онлайн подвергается критике как недопустимое публичное унижение или посрамление.
Канадская ассоциация за равенство (CAFE), мужская правозащитная группа, критически относится к кампаниям против мэнспрединга со стороны властей. CAFE утверждает, что «мужчинам физически больно закрывать ноги» и что кампании против нанесения вреда мужчинам сопоставимы с «принуждением женщин прекратить кормление грудью в автобусе или поезде …». Комментаторы в средствах массовой информации приводят аналогичные аргументы в отношении необходимости для мужчин раздвинуть ноги, чтобы избежать боли в области паха. Также исследования доказывают, что мужчины и женщины более высокого роста и длины ног вынуждены раздвигать ноги при сидении в транспорте из-за необходимости удержать равновесие.